# Allygus somalianus
Allygus somalianus är en insektsart som beskrevs av Victor Lallemand 1929. Allygus somalianus ingår i släktet Allygus och familjen dvärgstritar. Inga underarter finns listade i Catalogue of Life.